# Тайский бокс
Тайский бокс, или муай-тай (тайск. มวยไทย) — боевое искусство Таиланда, произошедшее из древнего тайского боевого искусства муай боран и схожее с другими индокитайскими боевыми искусствами, такими как прадал серэй (Камбоджа), томой (Малайзия), лэхвей (Мьянма) и муай лао (Лаос). Термин «муай» исходит от санскритского мавья и тай, в переводе означая «поединок свободных» или «свободный бой».
В современном муай-тай можно наносить удары кулаками, ступнями, голенями, локтями и коленями — из-за этого муай-тай называют «боем восьми конечностей». От карате или ушу муай-тай отличает отсутствие формальных комплексов (ката, таолу), их заменяют базовые связки из двух-трёх ударов, спарринг и работа на «лапах» и мешках.
У себя на родине муай-тай стал популярным ещё в XVI веке, но мировую известность этот вид спорта приобрёл только во второй половине XX века после того, как тайские бойцы одержали ряд впечатляющих побед над представителями других единоборств. Сегодня муай-тай по-прежнему обладает огромной популярностью в Таиланде, где существует даже праздник — «день национального бокса Муай Тай». За пределами Таиланда популярность тайского бокса продолжает расти, во многом благодаря развитию смешанных боевых искусств, интенсивно применяющих муай-тай для боя в стойке.

## История

### Истоки
Муай-тай исходит из древнего искусства Муай Боран, метода ведения борьбы без оружия, истоки появления которого уходят на несколько тысяч лет назад. Также распространена точка зрения, что муай-тай произошёл от другого боевого искусства: краби крабонг (тайск. «мечи и палки»). Поскольку данное искусство, базирующееся на работе с оружием, сформировалось в первую очередь на основе индийских, китайских и японских методов ведения боя, то прямая связь не столь очевидна, однако «краби крабонг» определённо оказало влияние на муай-тай, свидетельством чему является техника выполнения некоторых ударов ногами, захватов и движений в ритуальном танце рам муай.
Формирование муай-тай в том виде, в котором он существует сегодня, началось во второй половине XVI века; тогда это искусство называлось «май си сок». С образованием государства Аютия появилось новое название — «пахуют» («многосторонний бой»). Термин «муай-тай» возник одновременно с падением Аютии и возникновением нового государства — Сиам, однако до 1934 г. название «пахуют» употреблялось параллельно с прежним. В 1934 г. Сиам сменил своё название на Таиланд, и термин «муай-тай» утвердился окончательно.
Отношение к пахуюту в Аютии было весьма серьёзным: изучение проходило в обязательном порядке как для воинов, так и для членов королевской семьи. Помимо этого проводились бои во время увеселительных мероприятий, таких как ярмарки и праздники, в том числе на виду у короля. Особо выдающихся бойцов зачисляли в королевскую гвардию и присваивали им дворянский титул. Такие новоиспечённые дворяне неофициально именовались «муай луанг», или «королевские бойцы». Даже существовал полк королевской охраны, сформированный из лучших бойцов и носивший название «гром нак муай» («полк бойцов муай»). Подобный патронаж муай просуществовал до короля Рамы VII.

Най Кхам Том (Nai Khanom Tom)

С одной из таких легенд и связано появление в Таиланде «Дня национального бокса муай-тай». Согласно преданию, в 1774 году, во время войны с Бирмой в плен к бирманцам попали несколько гвардейцев, которые, как правило, были признанными мастерами Муай Тай. Король Бирмы лорд Мангра пожелал выяснить, какое из боевых искусств сильнее: тайский бокс или парма — древнее бирманское боевое единоборство — и в 1775 году, Мангра по совету одного из приближённых, велел устроить в Рангуне поединок между бойцами разных школ. Среди пленённых тайцев был Най Кхам Том (Nai Khanom Tom) — известный в то время тайский мастер. Ему и предстояло провести первый поединок. До начала поединка, Най Кханом Том исполнил странный (для бирманцев) танец вокруг своего противника (танец «Рам Муай» — часть философии муай-тай, предназначенный для подготовки к бою и выражения уважения к своим предкам, учителю и противнику). Сама схватка была мгновенной, но судья не засчитал её, ибо решил, что таец намеренно ввёл в заблуждение противника своими нелепыми движениями. Бирманцы выставили другого бойца и все повторилось снова. Десять воинов парму поочерёдно выходили на бой и все они были повержены мастером муай-тай, который даже не имел возможности отдохнуть между схватками. На родине Най Кхам Том стал настоящим символом несокрушимости муай-тай, а значит и несокрушимости тайского духа и непобедимости Таиланда. До сих пор ежегодно 17 марта в Таиланде отмечается «День муай-тая»: по всей стране проводятся бои в честь легендарного воина.

### Эволюция

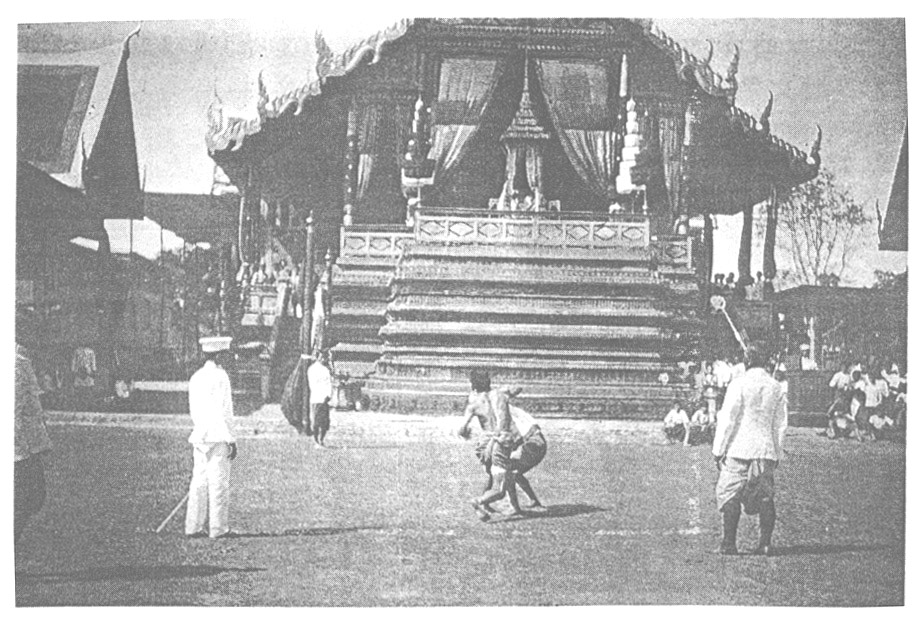
Муай Боран Во времена правления короля Чулалонгкорн

Со времен Аютии и пахуюта муай-тай претерпел значительные изменения в правилах и экипировке бойцов. Техника же осталась практически неизменной со времен короля Рамы III.
Изначально бои велись голыми руками, однако позже руки и предплечья бойцов стали обматываться полосками из лошадиных шкур. Это делалось, во-первых, для защиты боксёра, а во-вторых, для более сильного удара. Такой бой назывался «муай кад чуек». Позднее стали использовать пеньковые веревки или обычные хлопковые ленты. Несмотря на введение боксёрских перчаток, традиция бинтовать руки сохранилась по сей день, однако вопреки распространенному Голливудом стереотипу, исторических доказательств обмакивания бинтов в битое стекло не обнаружено. Удар должным образом забинтованной верёвкой руки приводил к многочисленным порезам и кровоподтёкам у противника и без осколков стекла.
Наибольшие изменения коснулись правил. Если в древние времена побеждённый покидал площадку либо мёртвым, либо жестоко избитым — сдаваться в муай-тай было не принято, и поступавшие так бойцы покрывали себя позором — то в 1929 году было введено понятие победы по очкам. Также временные рамки боя стали ограничены пятью трёхминутными раундами, а отсчёт времени теперь стал вестись по часам, роль которых до этого выполнял плавающий по воде плод кокосовой пальмы: когда плод тонул, барабан извещал о конце раунда. Помимо этого, земляную площадку заменил ринг размерами 6х6 метров, было введено разделение на семь весовых категорий и были запрещены захваты и броски амплитудного типа, как в дзюдо. Также были наложены запреты на удары головой, удушения, удары в пах и атаку упавшего противника. Таким образом, проведение боев по муай-тай было окончательно подчинено сложившимся правилам соревнований.

### Муай-тай сегодня

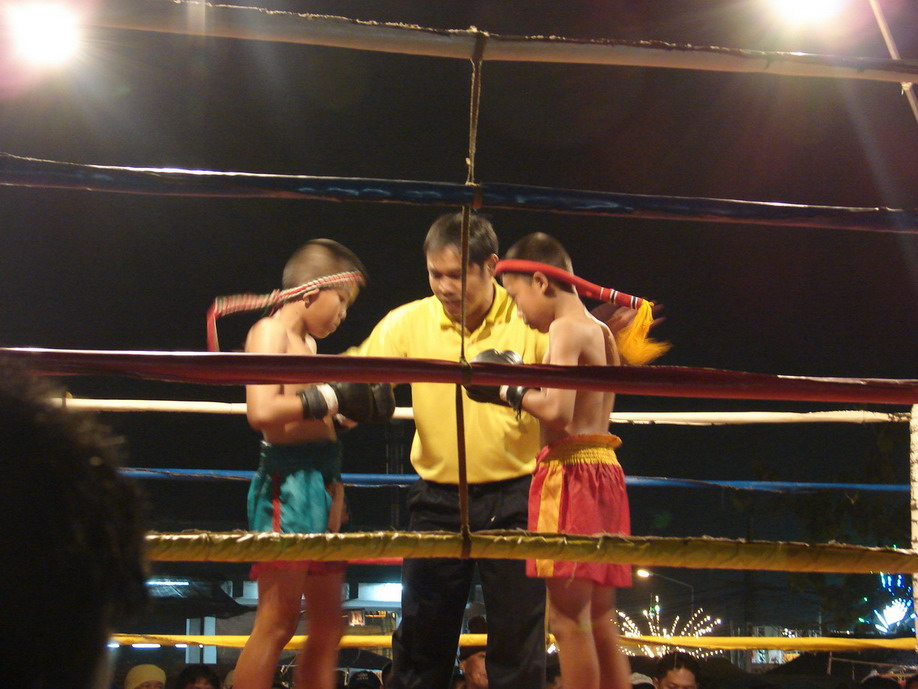
В Таиланде дети часто начинают заниматься муай-тай с 5 лет.

Сегодня муай-тай по-прежнему обладает огромной популярностью как в Таиланде, так и за его пределами. Для многих тайских мужчин муай-тай — единственный способ выбиться из нищеты. За обычный бой на стадионах Таиланда бойцу платят от 1500 бат на севере до 7000 бат в туристических районах на юге Таиланда. В итоге число занимающихся весьма велико: муай-тай практикуют более 120 тысяч любителей и около 10 тысяч профессионалов. При этом в стране насчитывается около двух тысяч клубов. Военнослужащие и полицейские в это число не входят, так как занимаются муай-тай в обязательном порядке.
Муай-тай обрёл популярность в Европе и в мире с 1977 года, когда тайские бойцы одержали убедительные победы в матчевых встречах с кикбоксерами и каратистами. Особенных успехов в практике муай-тай достигли нидерландские бойцы, чья школа сегодня считается одной из лучших наряду с тайской, свидетельством чему являются успехи нидерландских кикбоксеров на международных аренах. Связано это с тем, что голландцы первыми в Европе стали серьёзно изучать муай-тай. До 1978 года представители Нидерландов были уже сильны в кикбоксинге, но, приехав в Таиланд, они потерпели сокрушительное поражение от местных бойцов, после чего усиленно взялись за изучение тайской версии кикбоксинга. Также сильными школами муай-тай могут похвастаться Россия, Беларусь и Украина, чьи представители успешно выступают на турнирах по муай-тай.
Новый виток популярности муай-тай приобрел с развитием смешанных единоборств (ММА). В силу своей простоты и эффективности муай-тай является неотъемлемым компонентом подготовки большого количества профессиональных бойцов ММА (например, Маурисиу Руа, Алистар Оверим и т. д.), что, в свою очередь, увеличило количество желающих его изучать. По этой же причине элементы муай-тай инкорпорируются многочисленными секциями по самообороне, так как тайский бокс является одним из единоборств, наиболее приближенных (насколько это возможно в спорте) к уличной драке. Большую роль в популяризации муай-тай также сыграл самый престижный мировой турнир по кикбоксингу среди профессионалов — К-1 — где представители тайского бокса Буакхау По. Прамук, Артур Кишенко, Геворг «Джорджио» Петросян, Бадр Хари, Петер Артс и Реми Боньяски являются лидирующими бойцами.

## Традиции

### Вай кру рам муай (Wai Kru Ram Muay)

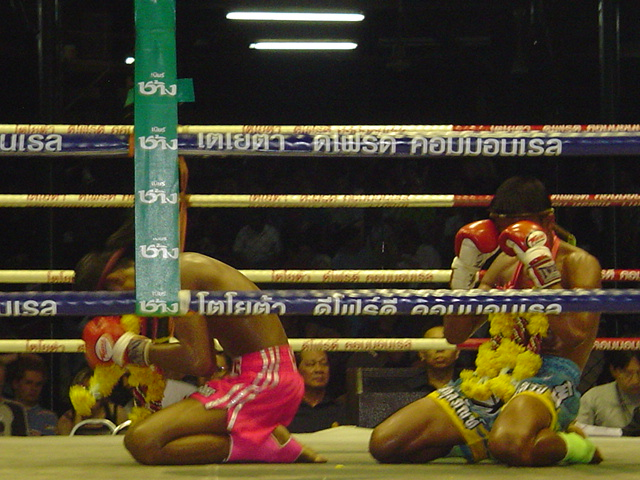
Бойцы выполняют традиционный танец рам муай перед поединком.

В месте, где идет война,

Следую за врагом,

Сражаюсь с врагом,

Собрав все силы

Для славной победы.
Отличительной особенностью муай-тай является традиционная молитва вай кру (уай кру) и церемониальный танец рам муай, предшествующие каждой схватке. Вай кру выполняется, как правило, в углу ринга, где боец стоит лицом к тренеру или угловому в знак уважения.
В свою очередь, рам муай прежде всего является демонстрацией почитания, благодарности за заботу родителей и учителя, который вложил частицу себя в бойца. Помимо этого, танец представляет собой своеобразную разминку для ног, рук и корпуса, а также психологическую настройку на бой. По традиции боец начинает рам муай с медленного обхода ринга против часовой стрелки, держа правую руку над канатом ринга. В каждом углу он останавливается и совершает поклон, одновременно касаясь ограждения, таким образом, «опечатывая» ринг от проникновения злых духов и наделяя пространство внутри канатов своей силой. Дальнейшее исполнение варьируется в зависимости от школы, но, как правило, боец стоя на коленях, произносит короткую молитву и делает три поклона, касаясь перчатками настила ринга.

### Монгкон
Во время исполнения танца рам муай у каждого бойца на голове надет монгкон — скрученная из 108 (сакральное число буддизма) нитей верёвка толщиной примерно в палец человека, изогнутая в кольцо диаметром примерно с человеческую голову. Концы верёвки завязываются в косичку полоской ткани, на которую нанесены магические символы и знаки. Монгкон надевают только перед боем во время исполнения ритуала уай кру, в котором боец исполняет танец рам муай. После того как боец выполнит ритуал рам муай, перед началом первого раунда священную повязку с головы бойца снимает секундант или тренер. В Таиланде монгкон, равно как и танец рам муай, может указывать на принадлежность бойца к той или иной школе или географическому региону.
По традиции монгкон должен плести боец, а освящать — учитель.

### Праджат

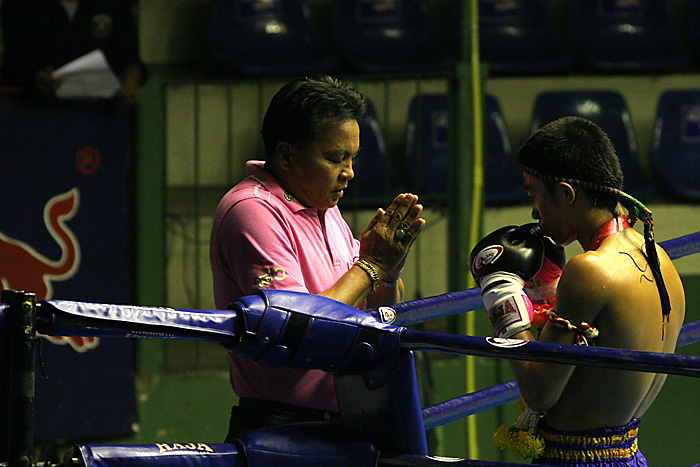
Ритуальная молитва уай кру перед боем. На голове у бойца — монгкон, а на плече — пратьиат.

Праджат (также известный как пратьет, праджет, прайат и так далее) — это традиционный тайский амулет в виде повязки на плечо с двумя болтающимися концами и предназначенный для оберегания бойца. В отличие от монгкона, пратьиат носят на одной или обеих руках на протяжении всего поединка. Саму повязку сплетают из полосок материи, на которой повторяются магические формулы, молитвы и заклинания, что восходит к древним тайским традициям: воины повязывали пратьиат на плечо и вступали с ним в бой, веря, что повязка убережёт их от смерти и ранений.
На родине муай-тай процесс плетения весьма церемониален: как правило, повязку делает учитель бойца либо сам боец, но в Таиланде считается, что пратьиаты, сплетённые учителем, обладают большей силой, поскольку для бойца учитель — это человек, обладающий искусством магии. В Европе и Америке пратьиаты также нашли другое применение и во многих школах используются в качестве ранговой системы сродни поясам в карате, дзюдо или бразильском джиу-джитсу. Международная любительская федерация муай-тай ввела цветовую классификацию пратьиатов и монгконов в соответствии с уровнем бойца. В России данная практика является вторичной в силу наличия системы присвоения спортивных званий за конкретные заслуги на ринге.

### Музыка
Поединок проходит под традиционную тайскую музыку, задающую ритм боя. Считается, что звуки инструментов наделены магическими свойствами, что позволяет освободить сознание от всех рутинных мыслей и придать раскованность психике бойцов. Кроме того, согласно поверьям, ритм музыки вводит бойцов в некий транс, способствующий концентрации и позволяющий бойцу биться на ринге с большей отдачей и силой. Первоначально музыкальный аккомпанемент играл роль фона, однако со временем музыка стала имитировать ход самого поединка: во время исполнения рам муай музыка звучит плавно и спокойно, подчёркивая торжественность обстановки. По ходу боя, когда бойцы прилагают всё бо́льшие усилия для победы, ритм может ускоряться и приобретать совершенно неистовый характер в кульминационные моменты схватки.
Исполняется музыка на четырёх инструментах: пи джава — яванский кларнет, клонг как — двойной барабан, шинг — металлические цимбалы и конг монг — тайский тип барабана. Ритм партии задаёт пи джава, звук которого тайцы считают наделённым магическими свойствами: нередко человека, играющего на этом инструменте, приравнивают к магу. На боях в Таиланде всегда звучит живая музыка, в то время как в европейских государствах и США преимущественно используются записанные произведения.

### Кодекс чести
Как и любой другой вид спорта, муай-тай требует уважительного отношения к противнику. Запрещены вербальные и физические оскорбления до, во время и после схватки, и нарушение этих правил может стоить оскорбляющей стороне баллов, а то и всего боя. Также любопытна деталь, свойственная именно Таиланду, где голова человека считается самой почитаемой частью тела, так как она занимает самое высокое положение. Так, например, тайский боец никогда не полезет на ринг под канатами и всегда будет перешагивать через них, не допуская, чтобы что-то оказалось выше его головы. Кроме того, большим унижением во время боя считается удар стопой («самой презренной частью тела») в лицо, который воспринимается как попытка сказать «твоя голова ниже моих ног, то есть ниже грязи». Ещё большим унижением считается легкое касание лица противника стопой, сродни плевку в лицо.
Помимо этого, согласно кодексу чести муай-тай, каждый боец должен представлять себя для окружающих примером благородства, честности и скромности, уважения к обычаям и законам своей страны. Клятва, которую даёт каждый боец, вступающий в любой клуб муай-тай, звучит примерно следующим образом:

«Я буду сильным и чистым, я буду всегда поступать честно, всегда следить за своим поведением как в школе [муай-тай], так и за её пределами. Я никогда не стану кичиться своей силой и задирать слабых. Я буду повиноваться своим наставникам и буду верен своей нации. Мы все, ученики и учителя, будем любить друг друга, будем едины в своих целях и помыслах и всегда будем помогать друг другу».

## Техника
В муай-тай существуют два основных стиля: муай-лак («твёрдый бой») и муай-киеу («щегольской бой»). Для техники муай-лак характерны твёрдая, устойчивая позиция сочетающаяся с надежной защитой, медленными перемещениями и мощными ударами. Решающее значение придаётся контратаке и бою на ближней дистанции. В связи с этим, данный стиль не очень популярен в современном мире, где простой обмен ударами не приветствуется, а высоко ценится зрелищность и тактика боя. Данным требованиям в большей степени соответствует муай-киеу, строящийся на финтах и уклонах, практически отсутствующих в муай-лак. В технике муай-киеу преобладают быстрые передвижения, боковые и круговые удары, удары коленями; несмотря на то, что проведение атак требует больше времени, чем в муай-лак, на силе ударов это не отражается, так как техника практически всех ударов в муай-тай строится на вложении энергии движения корпуса в любой удар, будь то удар рукой или ногой.

### Удары кулаками (Чок)
| Русский             | Тайский            | Транслитерация |
| ------------------- | ------------------ | -------------- |
| Джеб                | หมัดตรง             | мад тронг      |
| Хук                 | หมัดเหวี่ยงสั้น         | мад уиан сан   |
| Свинг               | หมัดเหวี่ยงยาว        | мад уиан яо    |
| Бэкфист с разворота | หมัดเหวี่ยงกลับ        | мад уиан глаб  |
| Апперкот            | หมัดเสย (หมัดสอยดาว) | мад сюи        |
| Супермэн            | กระโดดชก           | кра-дод чок    |

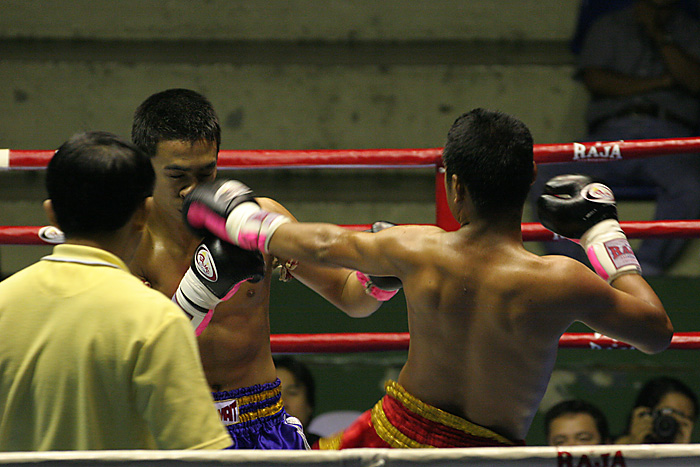
Мад тронг или джеб. Судя по положению ног бойца в красном, удар проходит в комбинации с лоу-киком.

Удары руками в муай-тай традиционно считаются вспомогательным и менее эффективным элементом ведения боя, поэтому оцениваются ниже ударов локтями, коленями или ногами. Сама техника ударов руками в старые времена существенно отличалась от нынешней, представляя лишь кроссы и длинные круговые удары без фиксации локтя, в отличие от традиционного хука. С развитием спорта и влиянием западных боевых искусств, в первую очередь бокса, муай-тай стал включать джебы, кроссы, хуки, апперкоты, а также хаммерфисты (удар нижней частью кулака сверху вниз, от англ. hammerfist) и бэкфисты (удар нижней частью кулака сбоку, от англ. backfist). В отличие от традиционного бокса, в муай-тай нечасто используются удары по корпусу, так как это делает голову атакующего открытой для контр-атаки локтями или коленями.

### Локти (Ти сок)
| Русский                      | Тайский     | Транслитерация |
| ---------------------------- | ----------- | -------------- |
| Рассекающий удар             | ศอกตี        | сок ти         |
| Горизонтальный удар          | ศอกตัด       | сок тад        |
| Апперкот локтем              | ศอกงัด       | сок нгад       |
| Выпад вперед                 | ศอกพุ่ง       | сок пун        |
| Обратный горизонтальный удар | ศอกเหวี่ยงกลับ | сок уиан клаб  |
| Удар с разворота             | ศอกกลับ      | сок клаб       |
| Рубящий удар                 | ศอกสับ       | сок саб        |
| Двойной рубящий удар         | ศอกกลับคู่     | сок клаб ку    |
| Удар в прыжке                | กระโดดศอก   | гра-дод сок    |

Удары локтями могут наноситься несколькими способами: горизонтально, диагонально вверх, диагонально вниз, снизу вверх, с разворота и в прыжке. Локти могут использоваться как для завершения боя, так и с целью нанесения рассечения сопернику. Особенно для этих целей эффективны рассечения бровей или лба, в результате которых кровь может заливать глаза противнику, усложняя обзор. В силу своей исключительной эффективности, удары локтями считаются опасными настолько, что во многих организациях, в том числе и профессиональных, они являются запрещенными. Наиболее часто локти используются на близкой дистанции или в клинче, где недостаточно места для нанесения ударов руками. Помимо этого, локти успешно используются для блокирования ударов, порою причиняя вред нападающему.

### Удары ногами(Тае)
| Русский                                       | Тайский         | Транслитерация           |
| --------------------------------------------- | --------------- | ------------------------ |
| Прямой удар                                   | เตะตรง          | тае тронг                |
| Боковой удар                                  | เตะตัด           | тае тад                  |
| Полу-боковой удар                             | เตะเฉียง         | тае чиан                 |
| Удар полу-голенью полу-коленом                | เตะครึ่งแข้งครึ่งเข่า | тае крюнг хенг крюнг као |
| Удар с разворота                              | เตะกลับหลัง       | тае глаб лан             |
| Нижний боковой удар (лоу-кик)                 | เตะกด           | тае код                  |
| Удар «топор» (рубящий удар ногой сверху вниз) | เตะเข่า          | тае хао                  |
| Удар коленом в прыжке                         | กระโดดเตะ       | гра-дод тае              |
| Удар с подскоком                              | เขยิบเตะ         | ха йеп тае               |

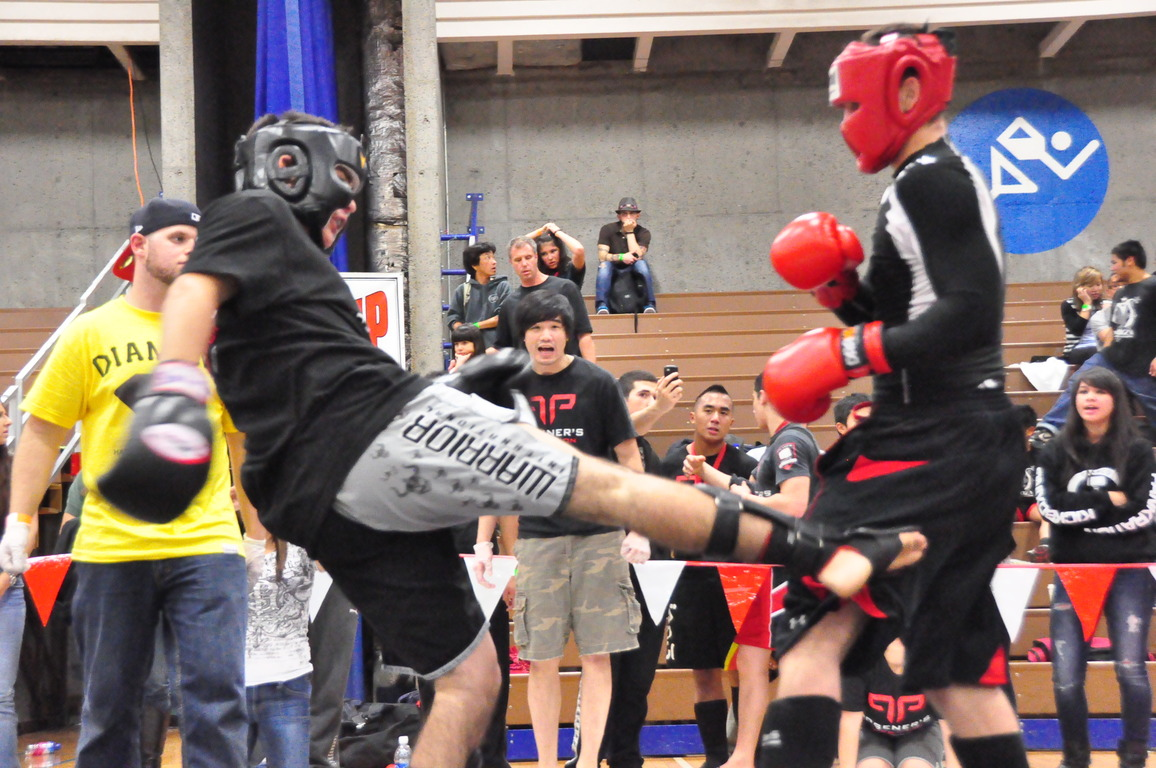
Боковой удар ногой в нижний уровень — лоукик — «визитная карточка» тайского бокса.

Два самых используемых удара ногами в муай-тай — это тип (буквально, «джеб ногой») и тае тад — боковой удар ногой, наносимый по корпусу или голове соперника. Несмотря на сходство с кёкусинкаевским «маваси гэри» или тхэквондистским «долио-чаги», техника выполнения бокового удара в муай-тай существенно отличается. В муай-тай удар выполняется с проносом бьющей ноги, что создаёт дополнительную инерцию. При правильном выполнении удара, если противник ушёл с линии атаки, то боец должен развернуться на 360 градусов. В результате такого разворота, критическое значение имеет защита, так как у противника появляется возможность для контр-атаки.
Особую роль в муай-тай играет боковой удар в нижний уровень — тае код — или лоу-кик (от английского low kick). Как правило, лоу-кик наносится в бедро (как внешнюю, так и внутреннюю его часть) или подколенную ямку, ставя целью лишение противника подвижности и мобильности. Во многом благодаря технике выполнения лоу-кика, муай-тай прочно укрепился как в ММА, так и во многих системах самообороны. Лоу-кик чрезвычайно эффективен, так как его сложнее заметить или блокировать, в то время как ущерб он наносит значительный: технические нокауты от лоу-киков, когда соперник просто не может подняться, часты независимо от места проведения боя. По аналогии с лоу-киком, распространёнными обозначениями боковых ударов в корпус (средний уровень) и голову (верхний уровень) являются русифицированные английские слова миддл-кик (англ. middle-kick) и хай-кик (англ. high-kick), соответственно. Впрочем, независимо от истоков единоборства, весьма популярным неофициальным названием бокового удара ногой в русском языке является слово «маваши» — производное от японского «маваси-гэри».
Защита как от миддл-кика, так и от лоу-кика, часто производится путём поднятия колена, в результате чего, удар принимается на голень. У начинающего или малознакомого с тайским боксом человека, концепция «голень-в-голень» (или сэн-о-сэн) зачастую вызывает смятение. Для опытного тайбоксера же подобные столкновения не являются чем-то экстраординарным, так как их голени закаляются в ходе тренировочных спаррингов, ударов по мешку и «лапам», а также благодаря специальным «набивочным» упражнениям. В муай-тай не бьют подъёмом стопы (за исключением хай-киков), так как эта часть тела содержит множество мелких костей и сухожилий, а, значит, является более уязвимой. В свою очередь, защита головы производится блоком перчаткой, уклоном, а также сбивкой или отводом ноги.

### Удары коленями (Ти као)
| Русский                 | Тайский  | Транслитерация |
| ----------------------- | -------- | -------------- |
| Прямой удар             | เข่าตรง   | као тронг      |
| Диагональный удар       | เข่าเฉียง  | као чиан       |
| Кручёный удар           | เข่าโค้ง   | као кон        |
| Горизонтальный удар     | เข่าตัด    | као тад        |
| Шлепок                  | เข่าตบ    | као тоб        |
| Бомба                   | เข่ายาว   | као юун        |
| Удар в прыжке с разбега | เข่าลอย   | као лой        |
| Удар с подскоком        | เข่าเหยียบ | као йеп        |

Также существуют следующие разновидности ударов:
- Као дод — удар в прыжке коленом толчковой ноги.
- Као лой — удар с разбега коленом толчковой ноги.
- Као тон — прямой удар с выносом колена только вперёд, а не вверх. Считается, что данная техника получила распространение во времена, когда руки бойцов обматывались верёвками, которые будучи смоченными в воде наносили гораздо более сильные рассечения, поэтому боец, бивший коленом вверх противника, готового к атаке, рисковал получить порез ноги[48].

Равно как и локти, колени наиболее часто применяются во время боя в клинче. Также удар коленом является эффективным способом сократить дистанцию и даже если он не достигает цели, то боец оказывается очень близко к противнику, где может войти в клинч.
Современные школы муай-тай чаще всего обучают боксёров при ударе вытягивать вниз пальцы ноги. При этом колено максимально заостряется, а подколенные связки натягиваются, обеспечивая поддержку суставу. Существует также и другой способ, использовавшийся в традиционной технике муай-тай, в котором стопа должна находиться под прямым углом к голени, и если боксёр не попадает в цель, он может продолжить удар кончиками пальцев стопы.

### Клинч и борьба в стойке (Джаб-ко)
В традиционном боксе клинчующих бойцов разнимают; в муай-тай клинч, наоборот, приветствуется. Именно в клинче чаще всего используются локти и колени, как для атак, так и для защиты от них. Техника клинча в некотором роде напоминает грэпплинг в стойке, с тем отличием, что задача в клинче — установить доминирующую позицию, из которой можно результативно атаковать противника и лишить его самого такой возможности. Помимо этого, тайский клинч усложняется наличием перчаток на руках, не позволяющих схватить соперника за руку или шею, в результате чего, количество приемов в клинче ограничено и мастерство сводится к умению грамотно позиционировать соперника, не давая ему возможности контр-атаковать. В идеале, боец должен зажать шею противника между своими предплечьями, опирающимися на ключицы противника, в то время руки, образующие замо́к, создают давление на затылок и тянут голову противника вниз. При правильно установленной позиции, противник не может поднять голову и остается вынужден блокировать удары коленями.
Один из самых действенных способов выбраться из такого положения заключается в отталкивании головы противника рукой с последующим круговым движением, позволяющим взять голову в захват, таким образом, заняв доминирующую позицию. Для её сохранения также крайне важно держать локти близко друг к другу, чтобы противник не смог просунуть между ними свою руку и повторить вышеуказанный приём.

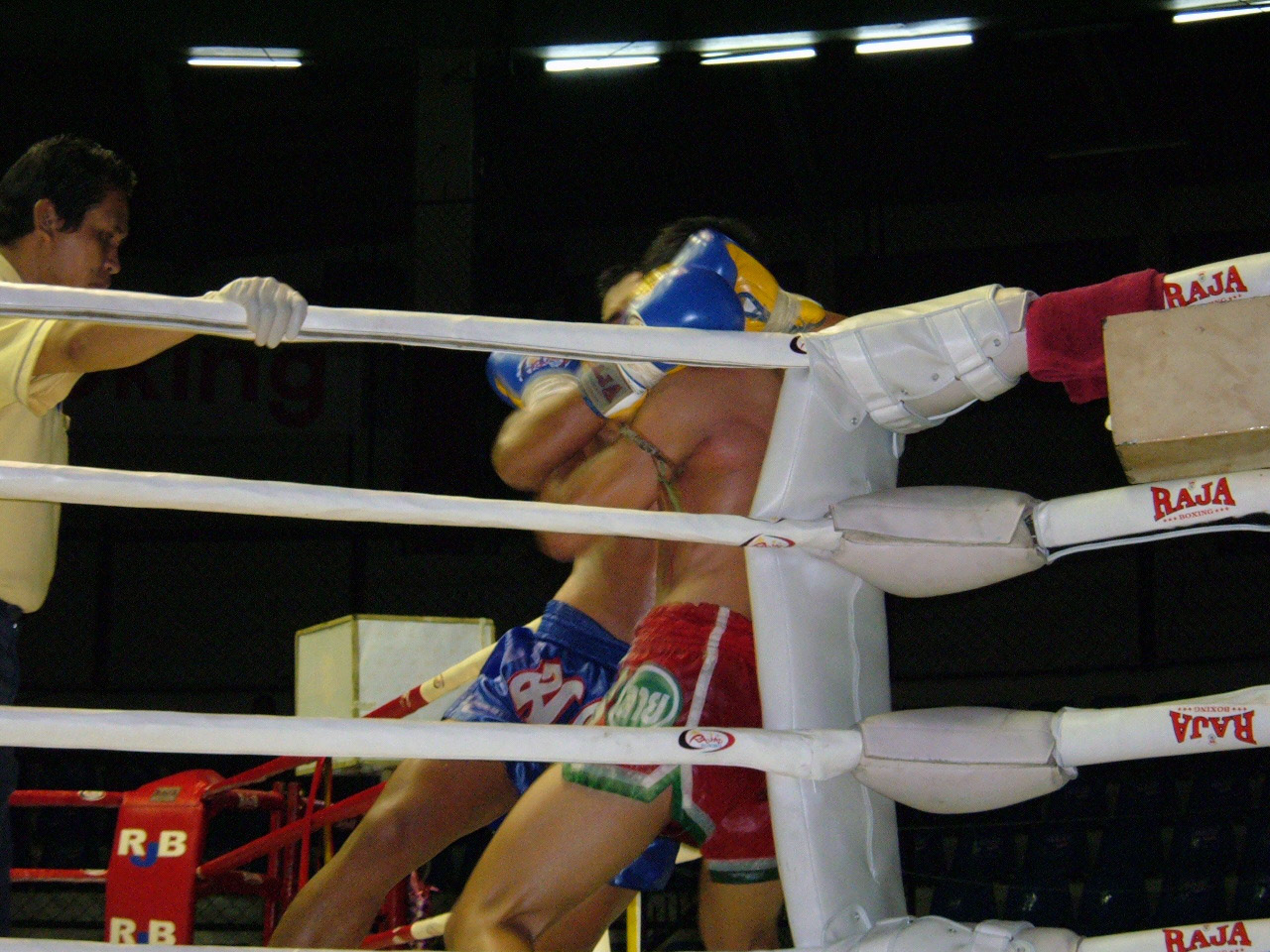
Фронтальный клинч во время поединка.

Существует несколько вариаций клинча, включая, следующие:
- Фронтальный: одна или обе руки контролируют пространство внутри рук защитника, находясь над его ключицами, таким образом, что противники находятся лицом к лицу.
- Боковой: одна рука опирается на плечо противника, другая — проходит под мышкой, таким образом, позиционируя нападающего сбоку. Данная позиция позволяет атаковать коленями корпус и спину, а также даёт возможность провести подсечку.
- Низкий: обе руки проходят между руками соперника. Данная тактика, как правило, используется более низкорослым из бойцов.
- Лебединая шея: замок не закрывается, вместо этого лишь одна рука используется, чтобы лишить противника баланса на короткий срок для нанесения одного-двух ударов.

В зависимости от стратегии бойца, клинч может быть наступательным и оборонным. Наступательный клинч наиболее удобно инициировать после атаки руками, сократив дистанцию. В оборонный клинч проще войти, сбив атакующую руку противника и захватив его шею.
Как и в любых других видах спорта, существует множество не вполне спортивных уловок, позволяющих повысить свои шансы в клинче. Например, можно кратковременно повисать на сопернике, тем самым, выматывая его. Той же цели можно достичь, блокируя перчаткой нос и рот соперника, затрудняя дыхание. Менее спортивное поведение (в частности, у мужчин) включает приёмы вроде расцарапывания трёхдневной щетиной лица противника, создавая дискомфорт и отвлекая его от борьбы, в то время как хорошо выбритое лицо лучше позволяет «зарыться» подбородком в лицо или глаза соперника. Наконец, предварительное обмазывание собственной шеи мазью по типу вазелина приведёт к соскальзыванию рук соперника. Впрочем, применение подобного рода трюков, даже если и не наказывается судьёй, то всегда остаётся на совести бойца. Кроме того, зачастую это вполне очевидно для зрителя, ценящего честный бой, и использующий подобные фокусы боец может быть освистан, не говоря уже о том, что неспортивное поведение может навсегда лечь тенью, как на него самого, так и на его школу.

### Дыхание
Дыхание — естественный биомеханический процесс, которому в повседневной жизни, как правило, не придаётся большое значение, так как он происходит рефлекторно. Взволнованность и необходимость наносить удары, а также неизбежное получение таковых, нарушают естественный дыхательный процесс. В связи с необходимостью держать зубы сжатыми во избежание нокаута и наличием капы во рту, боец часто начинает задыхаться. Особенно это свойственно новичкам, порою не осознающим, что они просто задерживают дыхание во время выполнения той или иной техники.
В муай-тай акцент ставится на вдох носом и хороший мощный выдох ртом, так как это помогает избавиться от углекислого газа в лёгких. Важно знать, что во время выдоха натягиваются абдоминальные мышцы, благодаря чему защищаются многие нервные центры, брюшная полость и так далее. В связи с этим, во время получения удара следует выдыхать, так как отсутствие воздуха в лёгких препятствует сбивке дыхания и защищает от нокаута. В свою очередь, нокауты «на вдохе» очень эффективны, так как противник не может даже вдохнуть, не говоря уже о том, чтобы оказывать сопротивление.
Для контроля дыхания существует множество тренировочных упражнений, как статических, так и динамических. Статические упражнения, как правило являют собой пребывание в определённых позах, примером которых могут служить разные виды медитации или боевой статической наработки. Динамические дыхательные упражнения практикуют как во время общей тренировки, так и во время рам муай. Также существуют парные упражнения: спарринг-партнёр может давить или бить по животу практикующего дыхательные упражнения. Этот тренинг весьма эффективен для наработки умения ритмично дышать даже под определённым внешним давлением. Ключевым является доведение дыхания до автоматизма, так как это позволяет не отвлекаться на «вдох-выдох» во время боя, что приходит только с опытом.

## Физическая подготовка
В тайском боксе уделяется очень большое внимание методам общей физической (ОФП) и специальной физической подготовки (СФП).

### ОФП

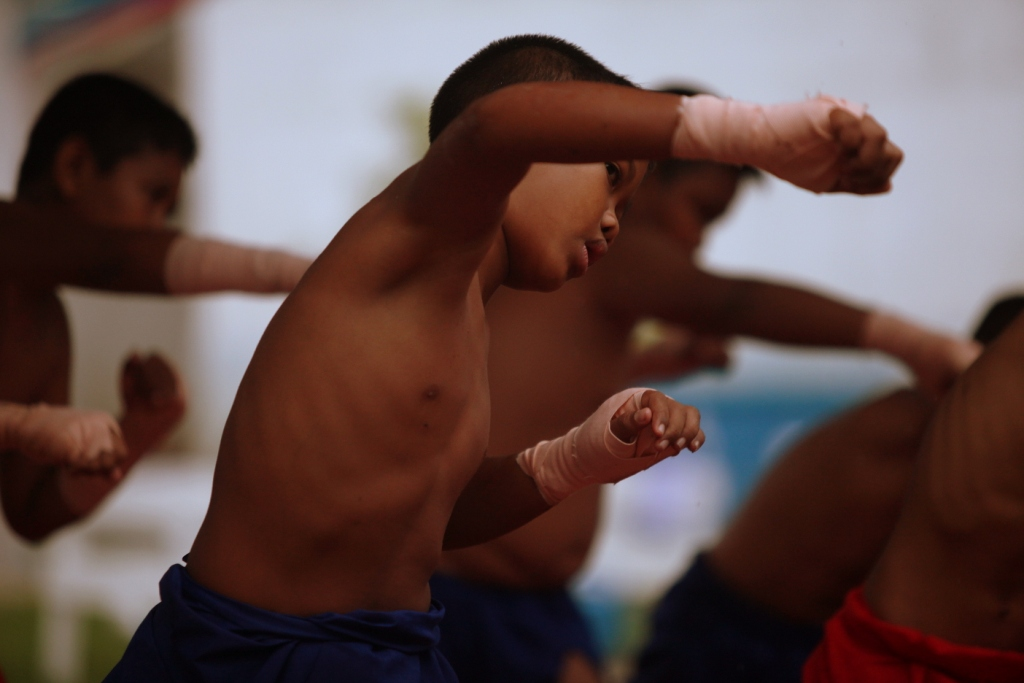
Местные школьники в Таиланде демонстрируют муай тай

ОФП включает в себя различные комплексы общеукрепляющих упражнений, позволяющих в максимально короткие сроки подготовить тело бойца для парной работы. Основными методами ОФП являются бег, плавание, подтягивания, отжимания и приседания. Эти упражнения отлично тренируют основные группы мышц, усиливают общий тонус организма, развивают лёгкие, улучшают работу сердца и нормализуют функции нервной системы. Постепенно, когда уровень ОФП приносит нужный результат, и занимающийся уже нормально осваивает парные упражнения, тренер приступает к спарринговой технике. Спарринги на тренировках проходят (или, во всяком случае, должны проходить) в лёгкой игровой манере, чтобы бойцы не получали тяжёлых травм перед официальными поединками.

### СФП
СФП направлена, прежде всего, на закалку ударных частей и на укрепление корпуса, спины и ног, так как уровень жёсткости в поединках по тайскому боксу зачастую достигает предельной отметки и без должной подготовки простому человеку очень трудно будет сохранить здоровье во время боя. Чаще всего СФП проводят в парах и выполняют путём целевого обмена ударами с разной степенью вложения.
Огромное внимание в Муай-тай уделяют так называемой «противоударной» закалке или «набивке» голени, подходы к которой зависят от опыта бойца. Например, новичкам рекомендуют совершать постепенные накатывания деревянной колотушкой по всей продольной поверхности голени. По мере практики, обкатывания сменяют лёгкими постукиваниями. Со временем голень становится всё менее восприимчива к ударам, и тогда даже столкновения голень в голень или голень в колено не вызывают особо острых ощущений.
При набивке крайне важна последовательность и постепенное увеличение нагрузок, при котором не происходит нанесение вреда здоровью. Например, после выхода фильма «Кикбоксер», в частности, на постсоветском пространстве распространилась точка зрения, что голень можно быстро закалить путём нанесения ударов по каменным столбам или стволам деревьев, в результате чего многие энтузиасты получили хронические травмы голени. В Таиланде в средние века действительно было широко распространено нанесение ударов ногой по стволам деревьев. Делали это в силу двух причин: во-первых, в то время мешков не было в принципе, а, во-вторых, в качестве подобных снарядов выбирали банановые пальмы с мягкими стволами. С изобретением мешков необходимость использования пальмовых стволов для набивки отпала, и сегодня подобный подход используют лишь в беднейших деревнях, где нет денег на качественный мешок, и «романтиками от тайского бокса».

### Тренировочные снаряды
Как и в европейском боксе, в муай-тай большое количество времени уделяется работе со снарядами, но специфика спорта накладывает свои отпечатки на инвентарь. Как правило, в любой секции муай-тай работа идёт с боксёрским, тайским и каплевидным мешками, «лапами» и «падами» (также известными как «тайские лапы»).
- «Лапы»  — позаимствованные из бокса, лапы представляют собой плоские, негнущиеся перчатки с уплотнителем со стороны ладони. Лапы используются для наработки скорости и точности при ударах руками. Дополнительная ценность «лап» заключается в том, что тренер или тренировочный партнёр могут успешно имитировать атаки и контратаки без потери скорости, что весьма важно при тренировке рефлексов[54]. В отличие от боксёров, бойцы муай-тай более ограничены в уклонах, уходах и нырках, потому что эти приёмы могут быть нейтрализованы ударами ногами и клинчем. В связи с этим, в муай-тай больший упор ставится на блоки и контратаки.

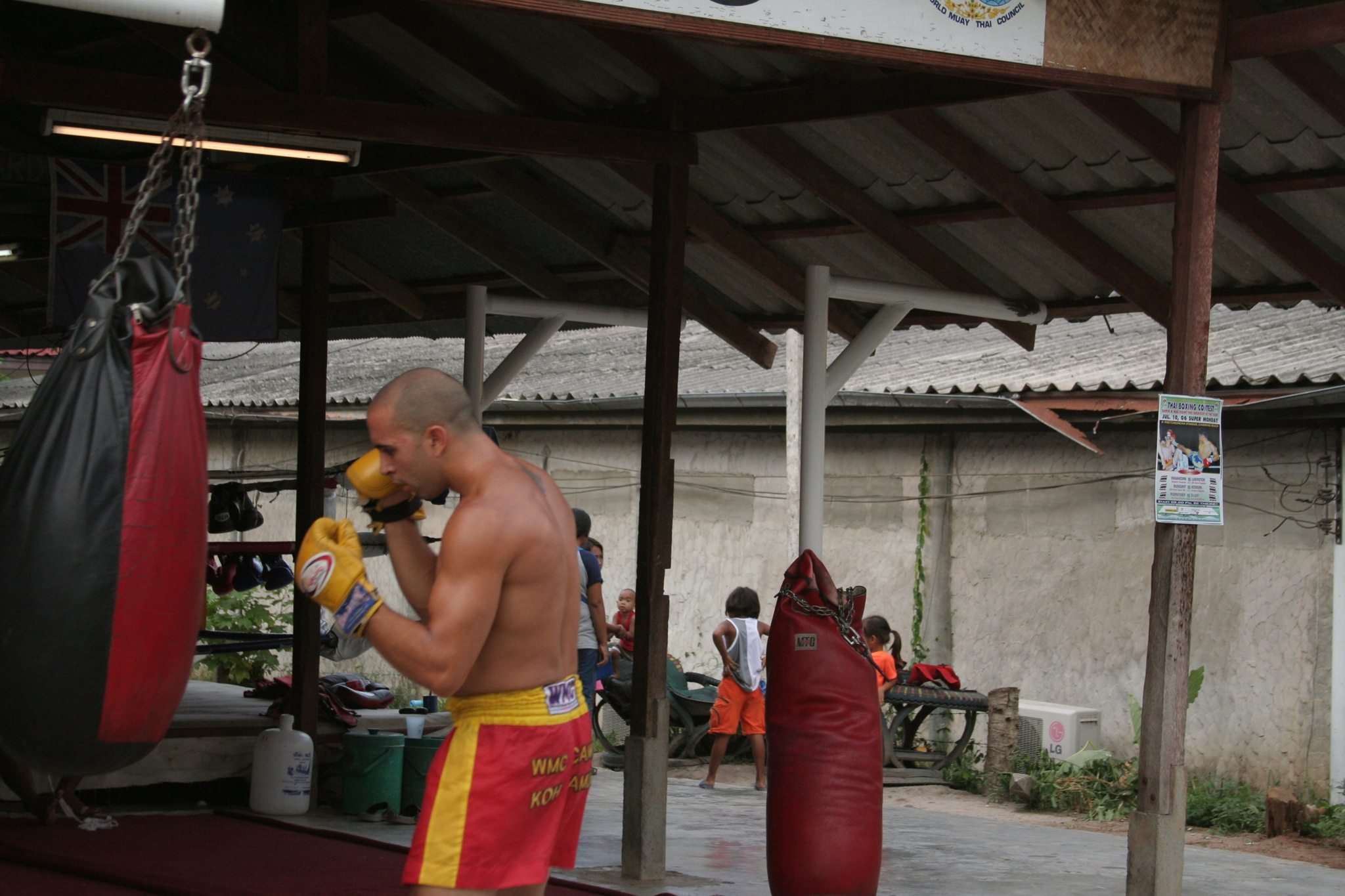
Работа с каплевидным мешком в тайском тренировочном лагере.

- «Пады»  или  «тайские лапы»  — в отличие от обычных «лап», «пады» представляют собой четырёхугольные плоские подушки толщиной от 6 до 12 сантиметров. Современные пады фиксируются на предплечьях тренера при помощи широких залип, а кожаная ручка в верхней части способствует большей стабилизации снаряда во время отработки ударов. Пады являются одним из наиболее эффективных тренировочных приспособлений для тайского бокса, так как позволяют вести работу руками, локтями, коленями и ногами без ограничений в градусе атаки, вследствие чего, работе с ними уделяется значительное внимание[55][56].

- Боксёрский мешок среднего размера — стандартный цилиндрический снаряд длиной порядка одного метра и весом от 30 до 60 кг, сделанный из кожи, кожзаменителя или брезента и наполненный резиновой или пластиковой крошкой (также в качестве наполнителя могут использоваться опилки вперемешку с песком или тряпками). Вес мешка может варьироваться в зависимости от целей занимающегося: более тяжёлые снаряды используются для развития силы удара, в то время как более лёгкие — для отработки комбинаций и передвижений. Также широко используется апперкотный или горизонтальный мешок, так как он является более эффективным для отработки ударов руками снизу (апперкотов) и коленями. Для отработки ударов ногами мешок малоэффективен, так как из-за лёгкого веса сильно раскачивается, поэтому для этой цели используется тайский мешок[57].
- Тайский мешок  (ввиду своей формы иногда неофициально называемый «бананом») — в отличие от стандартного боксёрского мешка, тайская версия этого снаряда достигает 150—180 сантиметров в длину, что обуславливается необходимостью отработки лоу-киков[57]. Вес мешка составляет от 60 до более 100 килограммов, что делает его весьма эффективным при работе ногами. При этом удары эффективно поглощаются за счет деформации по всему объёму и раскачать ими такой мешок достаточно сложно[58].

- Каплевидный мешок  (более известный как груша) — в отличие, от цилиндрического мешка, каплевидный мешок способствует менее травмоопасной отработке ударов коленями, хотя также используется для отработки круговых ударов руками (хуки, апперкоты). Поскольку вес каплевидного мешка часто превышает вес стандартного боксёрского мешка, а форма смещает центр тяжести вниз, делая мешок жёстче, то одновременно с отработкой техники происходит укрепление («набивка») коленей и других ударных поверхностей[59].

## Тайский бокс как вид спорта

### Спортивные соревнования

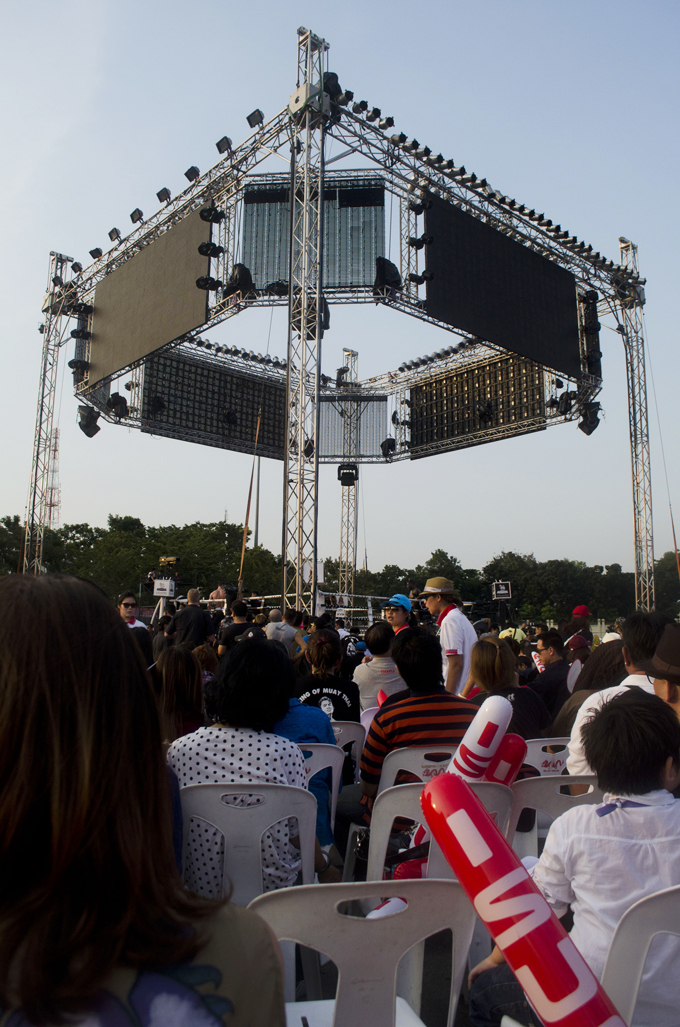
Конкурсный этап «Thai Fight» 2012

В зависимости от уровня соревнований и участников варьируется экипировка: любители выступают в специальных шлемах и надевают протекторы, закрывающие голень. У профессионалов данные элементы защиты отсутствуют. Также от уровня соревнований зависит размер ринга: на соревнованиях регионального масштаба размер стороны ринга может быть от 5 до 6 метров, тогда как на международных от 6 до 7 метров. Независимо от уровня, стандартными являются 10-унциевые перчатки (для бойцов тяжелее 67 кг; бойцы менее 67 кг могут пользоваться 8-унциевыми перчатками), капа, защитная раковина у мужчин и спортивный бюстгальтер у женщин.
Поскольку объединённая федерация тайского бокса отсутствует, соревнования проводятся по различным версиям. Например, чемпионаты мира проводятся под эгидой организаций IFMA, ISKA, WKC и т. д. В зависимости от организации, соревнования могут проводиться по олимпийской системе с выбыванием проигравших после первого поражения или с выбыванием после второго поражения. Командные соревнования могут проводиться по круговой системе.

### Тайский бокс и Олимпиада
6 декабря 2016 года тайский бокс получил временное признание Международного олимпийского комитета. Идея включения тайского бокса в программу Летних Олимпийских игр усиленно продвигается Международной федерацией любительского муай-тай (IFMA), обладает поддержкой короля Таиланда и входит в список задач тайского правительства. Генеральный секретарь Мирового совета муай-тай (англ. World Muay Thai Council), Сакчай Тапсуван, подтвердил, что прилагает все усилия, чтобы муай-тай был включён в программу Олимпиады-2012, однако вероятность осуществления этого намерения — крайне низка: по словам члена МОК от США, Аниты Дефранц, «спорт должен быть для мужчин и женщин, а также вносить в программу какой-то новый элемент». С учётом того, что в программу Летних Олимпийских игр 2012 был внесён женский бокс, а карате было исключено во втором раунде голосований, попадание муай-тай на Олимпиаду пока не более, чем мечты поклонников этого спорта.
Международная федерация любительского муайтай (IFMA) добилась признания МОК 6 декабря 2016 года.

### Весовые категории
В мире муай-тай объединённые правила относительно весовых категорий отсутствуют, в результате чего, вес бойца может подпадать под разные весовые категории в зависимости от места выступления. Ниже приведена таблица, представляющая весовые категории согласно Государственном комитету Российской Федерации по физической культуре и туризму и международной федерации муай-тай World Boxing Council (WBC Muay Thai).
| | \| Весовые категории согласно Государственном комитету Российской Федерации по физической культуре и туризму \| \| \| Вес (кг) \| Название категории \| \| от 45 до 48 \| Первый наилегчайший вес \| \| от 48 до 51 \| Наилегчайший вес \| \| от 51 до 54 \| Легчайший вес \| \| от 54 до 57 \| Полулёгкий вес \| \| от 60 до 63.5 \| Первый полусредний вес \| \| от 63.5 до 67 \| Второй полусредний вес \| \| от 67 до 71 \| Первый средний вес \| \| от 71 до 75 \| Средний вес \| \| от 75 до 81 \| Полутяжёлый вес \| \| от 81 до 86 \| Первый тяжёлый \| \| от 86 до 91 \| Тяжёлый вес \| \| от 91 \| Супертяжёлый \| |
| Весовые категории согласно Государственном комитету Российской Федерации по физической культуре и туризму | |
| Вес (кг)                                                                                                  | Название категории |
| от 45 до 48                                                                                               | Первый наилегчайший вес |
| от 48 до 51                                                                                               | Наилегчайший вес |
| от 51 до 54                                                                                               | Легчайший вес |
| от 54 до 57                                                                                               | Полулёгкий вес |
| от 60 до 63.5                                                                                             | Первый полусредний вес |
| от 63.5 до 67                                                                                             | Второй полусредний вес |
| от 67 до 71                                                                                               | Первый средний вес |
| от 71 до 75                                                                                               | Средний вес |
| от 75 до 81                                                                                               | Полутяжёлый вес |
| от 81 до 86                                                                                               | Первый тяжёлый |
| от 86 до 91                                                                                               | Тяжёлый вес |
| от 91 | Супертяжёлый |

| Весовые категории согласно Государственном комитету Российской Федерации по физической культуре и туризму |                         |
| Вес (кг)                                                                                                  | Название категории      |
| от 45 до 48                                                                                               | Первый наилегчайший вес |
| от 48 до 51                                                                                               | Наилегчайший вес        |
| от 51 до 54                                                                                               | Легчайший вес           |
| от 54 до 57                                                                                               | Полулёгкий вес          |
| от 60 до 63.5                                                                                             | Первый полусредний вес  |
| от 63.5 до 67                                                                                             | Второй полусредний вес  |
| от 67 до 71                                                                                               | Первый средний вес      |
| от 71 до 75                                                                                               | Средний вес             |
| от 75 до 81                                                                                               | Полутяжёлый вес         |
| от 81 до 86                                                                                               | Первый тяжёлый          |
| от 86 до 91                                                                                               | Тяжёлый вес             |
| от 91 | Супертяжёлый            |

|                                                                                  | \| Весовые категории согласно международной федерации муай-тай World Boxing Council \| \| \| Вес (кг) \| Название категории \| \| от 45.5 до 47.7 \| Mini Flyweight \| \| от 47.7 до 49.0 \| Light Flyweight \| \| от 49.0 до 50.8 \| Flyweight \| \| от 50.8 до 52.2 \| Super Flyweight \| \| от 52.2 до 53.5 \| Bantamweight \| \| от 53.5 до 55.3 \| Super Bantamweight \| \| от 55.3 до 57.2 \| Featherweight \| \| от 57.2 до 59.0 \| Super Featherweight \| \| от 59.0 до 61.2 \| Lightweight \| \| от 61.2 до 63.5 \| Super Lightweight \| \| от 63.5 до 66.7 \| Welterweight \| \| от 66.7 до 69.0 \| Super Welterweight \| \| от 69.0 до 71.6 \| Middleweight \| \| от 71.6 до 76.2 \| Super Middleweight \| \| от 76.4 до 79.4 \| Light Heavyweight \| \| от 79.4 до 86.2 \| Cruiserweight \| \| от 86.2 до 95.5 \| Super Cruiserweight \| \| от 95.4 до 104.5 \| Heavyweight \| \| от 104.5 \| Super Heavyweight \| |
| Весовые категории согласно международной федерации муай-тай World Boxing Council | |
| Вес (кг)                                                                         | Название категории |
| от 45.5 до 47.7                                                                  | Mini Flyweight |
| от 47.7 до 49.0                                                                  | Light Flyweight |
| от 49.0 до 50.8                                                                  | Flyweight |
| от 50.8 до 52.2                                                                  | Super Flyweight |
| от 52.2 до 53.5                                                                  | Bantamweight |
| от 53.5 до 55.3                                                                  | Super Bantamweight |
| от 55.3 до 57.2                                                                  | Featherweight |
| от 57.2 до 59.0                                                                  | Super Featherweight |
| от 59.0 до 61.2                                                                  | Lightweight |
| от 61.2 до 63.5                                                                  | Super Lightweight |
| от 63.5 до 66.7                                                                  | Welterweight |
| от 66.7 до 69.0                                                                  | Super Welterweight |
| от 69.0 до 71.6                                                                  | Middleweight |
| от 71.6 до 76.2                                                                  | Super Middleweight |
| от 76.4 до 79.4                                                                  | Light Heavyweight |
| от 79.4 до 86.2                                                                  | Cruiserweight |
| от 86.2 до 95.5                                                                  | Super Cruiserweight |
| от 95.4 до 104.5                                                                 | Heavyweight |
| от 104.5                                                                         | Super Heavyweight |

| Весовые категории согласно международной федерации муай-тай World Boxing Council |                     |
| Вес (кг)                                                                         | Название категории  |
| от 45.5 до 47.7                                                                  | Mini Flyweight      |
| от 47.7 до 49.0                                                                  | Light Flyweight     |
| от 49.0 до 50.8                                                                  | Flyweight           |
| от 50.8 до 52.2                                                                  | Super Flyweight     |
| от 52.2 до 53.5                                                                  | Bantamweight        |
| от 53.5 до 55.3                                                                  | Super Bantamweight  |
| от 55.3 до 57.2                                                                  | Featherweight       |
| от 57.2 до 59.0                                                                  | Super Featherweight |
| от 59.0 до 61.2                                                                  | Lightweight         |
| от 61.2 до 63.5                                                                  | Super Lightweight   |
| от 63.5 до 66.7                                                                  | Welterweight        |
| от 66.7 до 69.0                                                                  | Super Welterweight  |
| от 69.0 до 71.6                                                                  | Middleweight        |
| от 71.6 до 76.2                                                                  | Super Middleweight  |
| от 76.4 до 79.4                                                                  | Light Heavyweight   |
| от 79.4 до 86.2                                                                  | Cruiserweight       |
| от 86.2 до 95.5                                                                  | Super Cruiserweight |
| от 95.4 до 104.5                                                                 | Heavyweight         |
| от 104.5                                                                         | Super Heavyweight   |

Время взвешивания также варьируется: спортсмены могут проходить медосмотр и взвешиваться за день до или в один день с боями. Несмотря на строгие правила, иногда допускается небольшой перевес (не более полу-килограмма), так как вариации веса неизбежны, а следование каждой букве инструкции может означать угрозу срыва боя и потерю зрителей.

### Женщины в муай-тай

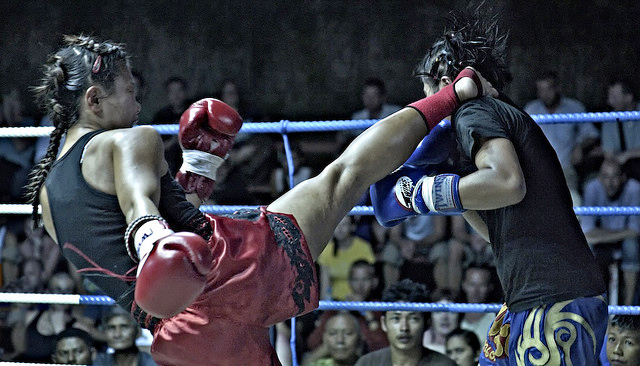
Современные женские бои по муай-тай не уступают по интенсивности мужским.

Традиционно, в Таиланде женщине было запрещено выходить на ринг и женский муай-тай отсутствовал полностью. Это было связано с суеверием, что присутствие женщины забирает силу бойца муай-тай, делая его слабым и подверженным травмам, а также накладывает порчу на сам ринг.
В 1960-х годах тайский промоутер Амнуай Кесбамранг пытался популяризовать женский муай-тай и организовать бои на знаменитом бангкокском стадионе Лумпхини. Зрители-мужчины отрицательно восприняли его попытки и отказывались смотреть и, что более важно, делать ставки на женские бои, в результате чего Амнуай отказался от дальнейшего промоушена женских боёв. На протяжении последовавших нескольких десятилетий, женские бои в Таиланде можно было увидеть только во время общественных празднеств.
Ситуация стала меняться в конце 90-х с ростом популярности муай-тай во всём мире. Многие женщины стали заниматься муай-тай для похудения и самозащиты, что, в свою очередь, увеличило количество желающих смотреть женские бои и тренироваться в Таиланде.
Два самых больших и известных бангкокских стадиона муай-тай, Лумпхини и Рачадамнен, по-прежнему запрещают проведение женских боёв, тогда как на других стадионах установлены отдельные ринги для женщин. За пределами Таиланда, в частности в России, Европе и США, суеверных предрассудков, связанных с женским муай-тай, значительно меньше, и женщины тренируются и выступают наряду с мужчинами. Условия боя для женщин, как правило, более щадящие: например, им может быть положен двухминутный отдых вместо традиционной минуты у мужчин. Длина одного раунда также часто не превышает двух минут.
Среди женщин также проводятся соревнования регионального, национального и международного масштабов. Некоторые федерации составляют и публикуют рейтинги лучших женщин-тайбоксеров.

### Безопасность занятий и травматизм
Как и в любом другом контактном виде спорта, в тайском боксе присутствует риск получения травмы. Согласно исследованию, проведённому докторами Уитингтонской больницы, Манчестер (англ. Withington Hospital), основными травмами практиков муай-тай являются рассечения на лице, царапины на шее (от клинча), синяки (преимущественно, на корпусе и ногах) и другие повреждения мягких тканей. Травмы головы являются вторым наиболее распространённым источником травм как для любителей, так и для профессионалов. Также было выявлено, что большинство травм случается в результате спаррингов.
По результатам исследования, ежегодный уровень травматизма распределяется примерно следующим образом:
| Группа                                         | Новички | Любители | Профессионалы |
| Количество травмированных на 1000 занимающихся | 13.5    | 2.43     | 2.79          |

Количество занимающихся, вынужденных взять перерыв на 7 или более дней в результате травмы, составило 7 процентов от числа новичков, 4 процента любителей и 5.8 процента профессионалов.
В целом, уровень травматизма в муай-тай сопоставим с уровнем в других видах единоборств, таких как карате или тхэквондо.